# Мечхетури
Мечхетури (груз. მეჩხეთური) — село в Грузии, на территории Чиатурского муниципалитета края (мхаре) Имеретия.

## География
Село находится на западе центральной части Грузии, в междуречье Думалы и Мечхетуры, на расстоянии приблизительно 14 километров (по прямой) к юго-юго-востоку от города Чиатура, административного центра муниципалитета. Абсолютная высота — 866 метров над уровнем моря.

## Население
По результатам официальной переписи населения 2014 года, в Мечхетури проживало 268 человек (143 мужчины и 125 женщин). В национальной структуре населения грузины составляли 99,3 %, русские — 0,35 %, украинцы — 0,35 %.
| Год  | Население, человек |
| ---- | ------------------ |
| 2002 | 335                |
| 2014 | ↘ 268              |